# Institut adventiste roumain de théologie
L’institut adventiste roumain de théologie --- en roumain, Institutul Teologic Adventist --- est un centre universitaire adventiste, à Cernica dans le Județ d'Ilfov en Roumanie. 
Fondé en 1924, l’institut adventiste biblique fut déplacé plusieurs fois. En 1951, il devint à Bucarest le Séminaire adventiste de théologie. L'institution se trouve au site actuel depuis l'an 2000, à Cernica, à 12 km de Bucarest. Le campus est entouré par une forêt et un lac. Il décerne des licences en gestion, littérature, éducation, assistance sociale et théologie, et des maîtrises en anglais et en religion. La faculté de théologie est affilée à l'université Andrews.